# ФК «Черноморец» Одесса в сезоне 2015/2016
Сезон 2015—2016 годов стал для ФК «Черноморец» Одесса 25-м в чемпионатах и розыгрышах кубка Украины, а также 78-м со дня основания футбольного клуба. Это 21-й сезон команды в высшем дивизионе чемпионата Украины и 7-й в Премьер-лиге Украины. В этом сезоне одесская команда отметила своё 80-летие .

## Клуб

### Тренерский штаб
В январе 2016 года в тренерский состав одесского «Черноморца» вернулся Андрей Глущенко, уже работавший в команде моряков в 2011—2014 гг.
|                                    | \| Должность \| Имя \| \| ------------------------------------ \| --------------------- \| \| Главный тренер (и. о.) \| Александр Бабич \| \| Тренер \| Андрей Телесненко \| \| Тренер \| Валерий Поркуян \| \| Тренер \| Александр Грановский \| \| Тренер вратарей \| Александр Лавренцов \| \| Старший тренер команд U-21[7] и U-19 \| Геннадий Нижегородов \| \| Тренер команды U-19 \| Александр Спицын \| \| Тренер команды U-21 \| Сергей Матюхин \| \| Тренер вратарей команд U-21 и U-19 \| Андрей Глущенко[6][8] \| \| Тренер команды U-19 \| Сергей Цымбаларь \| |
| Должность                          | Имя |
| Главный тренер (и. о.)             | Александр Бабич |
| Тренер                             | Андрей Телесненко |
| Тренер                             | Валерий Поркуян |
| Тренер                             | Александр Грановский |
| Тренер вратарей                    | Александр Лавренцов |
| Старший тренер команд U-21 и U-19  | Геннадий Нижегородов |
| Тренер команды U-19                | Александр Спицын |
| Тренер команды U-21                | Сергей Матюхин |
| Тренер вратарей команд U-21 и U-19 | Андрей Глущенко |
| Тренер команды U-19                | Сергей Цымбаларь |

### Экипировка и спонсоры
Ввиду того, что договор с фирмой «Euphoria Trading FZE» (титульный спонсор команды с 25 февраля 2015 г.) был заключён до окончания сезона 2014/15 гг., к началу сезона 2015/16 гг. ФК «Черноморец» нашёл нового титульного спонсора. Им стал украинский телевизионный канал «2+2».
После зимнего трансферного окна 2015/2016 гг. новым техническим спонсором команды стала итальянская фирма «Legea».
| Период                  | Технический спонсор | Титульный спонсор |
| ----------------------- | ------------------- | ----------------- |
| 18/07/2015 — 31/12/2015 | Nike                | ТВ канал «2+2»    |
| с 01/01/2016            | Legea               | ТВ канал «2+2»    |

#### Форма
| до зимнего трансферного окна 2015/2016 гг. | до зимнего трансферного окна 2015/2016 гг. |
| ------------------------------------------ | ------------------------------------------ |
| домашняя                                   | выездная                                   |